# 胡孟牙漢魚
胡孟牙漢魚，為輻鰭魚綱銀漢魚目擬銀漢魚科的其中一種，分布於南美洲烏拉圭、阿根廷、巴西南部烏拉圭河、拉布拉他河流域，為温帶淡水魚，棲息在底中層水域，生活習性不明。